# Nirvana (US-amerikanische Band)
Nirvana war eine Grunge-Rock-Band aus Aberdeen, Bundesstaat Washington. Die Band wurde im Jahr 1987 gegründet und erlangte Ende 1991 internationale Popularität mit dem Album Nevermind, auf dem sich mit Smells Like Teen Spirit ihr populärstes Lied befand.
Die Band löste sich im Frühjahr 1994 nach dem Suizid des Sängers Kurt Cobain auf. Die Band verkaufte ca. 75 Millionen Tonträger.

## Geschichte

### Anfänge (1987–1989)

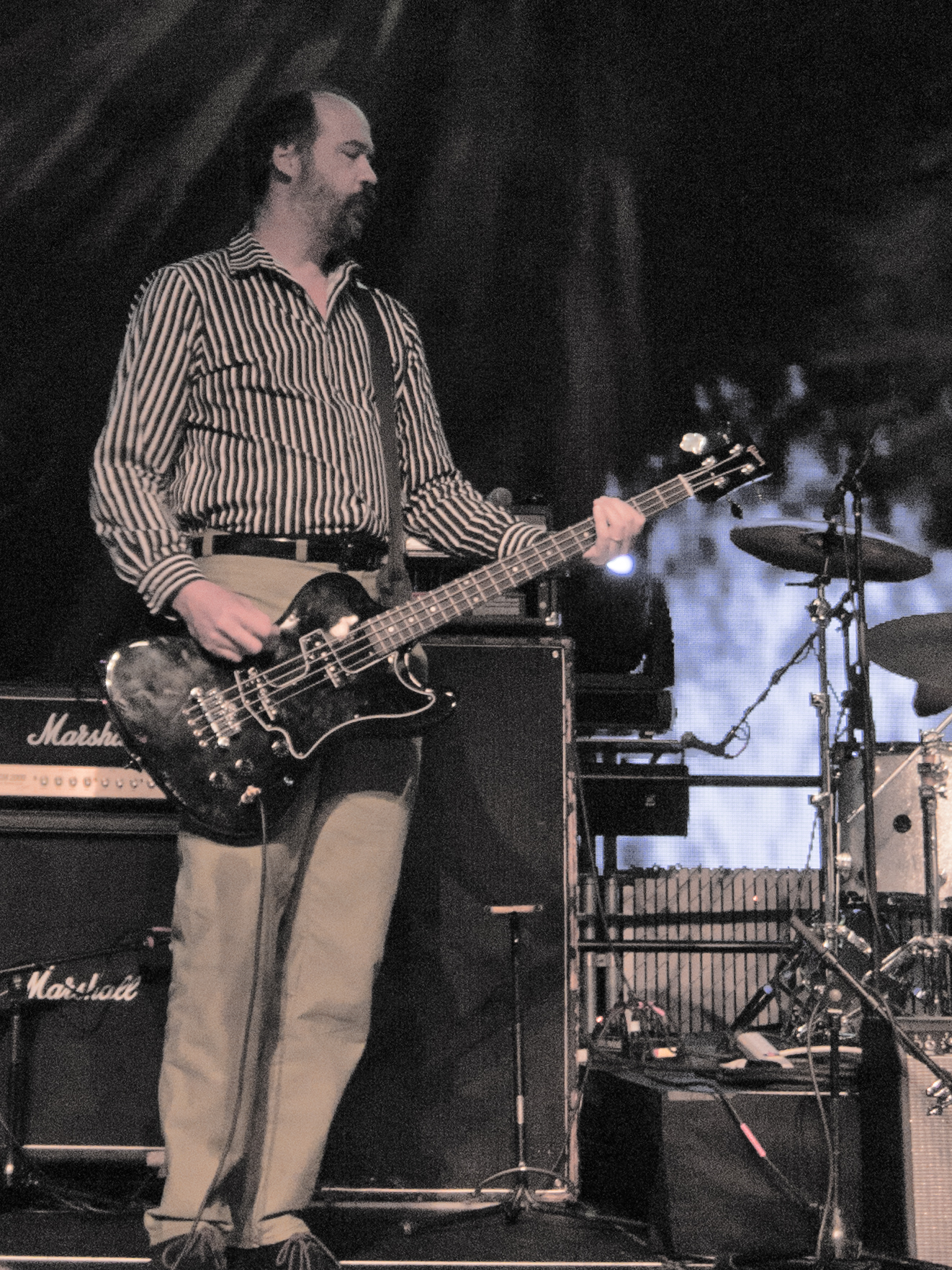
Krist Novoselic (2011)

1984 lernten sich Kurt Cobain und Krist Novoselic in der High School und vor allem im Umfeld der Band Melvins kennen. Im Winter 1985 gründete Cobain zusammen mit dem späteren Melvins-Schlagzeuger Dale Crover als Bassist die Band Fecal Matter. Nachdem die Gruppe zwei Demos bei Cobains Tante Mari aufgenommen und einige Konzerte, unter anderem als Vorband der Melvins, gespielt hatte, löste sie sich jedoch wieder auf. Das Fecal-Matter-Demo vom Dezember 1985 überzeugte Novoselic, mit Cobain eine Band zu gründen. Im selben Monat gründeten die beiden, Cobain als Sänger und Novoselic am Bass, zusammen mit dem Schlagzeuger Steve Newman die Creedence-Clearwater-Revival-Coverband The Sellouts. Im gleichen Monat hatten Cobain und Novoselic eine weitere Band mit dem Schlagzeuger Bob McFadden, beide Bands lösten sich jedoch noch im selben Winter auf.
Im März 1986 zog Krist Novoselic mit seiner Freundin Shelli nach Phoenix, Arizona. Nachdem Novoselic im Herbst 1986 wieder nach Aberdeen zurückgekehrt war, begannen er und Cobain sofort mit der Suche nach einem neuen Schlagzeuger. Im Januar 1987 gründeten sie schließlich mit Aaron Burckhard eine Band, die unter den Namen Ted Ed Fred und The Stiff Woodies spielte. Schnell traten erste Differenzen auf – während Burckhard hauptsächlich Metal hörte, waren Novoselic und Cobain von Gang of Four, Scratch Acid und den Butthole Surfers inspiriert. Darüber hinaus zeigte Burckhard deutlich weniger Engagement als die beiden. Später sagte Kurt Cobain, dessen Arbeitseifer auch Novoselic anfangs überforderte:

„Ich wollte eine Platte herausbringen oder ein paar Auftritte machen und verhindern, dass das Projekt genauso den Bach hinunterging wie alle anderen in den vergangenen sechs Jahren.“

Im März gab die Band schließlich ihr erstes Konzert auf einer Privatparty in Raymond. Zu dieser Zeit spielten Ted Ed Fred bereits überwiegend eigene Songs. Im gleichen Monat gab die Band auch ihr erstes öffentliches Konzert in der GESCCO Hall in Olympia vor rund zehn Zuschauern. Am 17. April 1987 fand ein Auftritt für den Campussender Kaos FM des Evergreen State College statt.
Im Herbst 1987 zog Cobain nach Olympia, Burckhard blieb als einziges Bandmitglied in Aberdeen. Burckhards mangelndes Engagement und die räumliche Entfernung führten dazu, dass die Band inaktiv war, bis Cobain und Novoselic im Dezember 1987 mit Dale Crover als neuem Schlagzeuger wieder anfingen zu proben.
Am 23. Januar 1988 nahm die Band mit dem Produzenten Jack Endino ein erstes Demo mit zehn Stücken auf. Die Session im bekannten Aufnahmestudio Reciprocal Recordings in Seattle kostete die Band 152,44 US-Dollar, die Cobain zahlte. Im Frühling führte Cobain erste Gespräche mit Jonathan Poneman vom Seattler Untergrundlabel Sub Pop, in denen die Veröffentlichung einer Single geplant wurde. Als Ersatz für Crover, der nach San Francisco zog, kam Dave Foster als Schlagzeuger zur Band.
Am 19. März 1988 spielte die Band zum ersten Mal unter dem Namen Nirvana. Vorher nannte sich die Gruppe unter anderem Ted Ed Fred, Bliss, Throat Oyster, Pen Cap Chew und Windowpane. Zur Wahl des Namens sagte Kurt Cobain später: „Ich wollte einen Namen, der irgendwie schön, nett und hübsch war, nicht so einen ekelhaften Punk Rock-Namen wie Angry Samoans“, gleichzeitig zeigte er sich im Nachhinein wenig glücklich: „Er ist zu esoterisch und ernst.“ Bereits am 29. Mai wurde Foster durch Chad Channing ersetzt, weil er zu selten zu den Proben kam. Währenddessen hatte die Demo vom Januar 1988 das Label Sub Pop überzeugt, im November 1988 die Single Love Buzz / Big Cheese in einer Auflage von 1000 Stück herauszubringen. Das Titelstück ist ein Cover der niederländischen Popband Shocking Blue, zu dem Kurt Cobain von Krist Novoselic überredet wurde.
Nach der Veröffentlichung von Love Buzz / Big Cheese hatte Sub Pop Ende 1988 mit einigen finanziellen Problemen zu kämpfen, so dass sich Nirvana erst einmal keine Hoffnungen auf eine Albumveröffentlichung machen konnten. Dennoch ging die Band im Dezember 1988 und Januar 1989 mit Endino erneut ins Studio. Die 30 Stunden an insgesamt drei Tagen sollten die Band 606,17 Dollar kosten. Den Betrag bezahlte Jason Everman, ein Freund und Fan der Band, der kurze Zeit später im Frühsommer 1989 zweiter Gitarrist wurde, da Cobain nicht genug Übung hatte, gleichzeitig zu singen, Gitarre zu spielen und sich den Text zu merken.
Vorher jedoch begaben sich Nirvana im Februar 1989 auf eine erste, zweiwöchige Tournee an der Westküste. Da Nirvana zu dieser Zeit noch fast unbekannt waren, spielten sie oft nur vor zehn Besuchern, die zudem auch noch eher wegen des Labels erschienen. Insgesamt hatte die Band im Jahr 1989 über 100 Auftritte.
Am 1. Juni 1989 erschien schließlich das Debütalbum Bleach. Vorab führte die Band eine erste US-Tournee durch kleine Clubs und Bars, die am 18. Juli etwas früher als geplant in New York mit dem Rausschmiss von Everman aus der Band endete. Im August nahmen Nirvana fünf Stücke mit Steve Fisk im Music Source Studio auf, die auf einer EP erscheinen sollten. Im September wurden die abgesagten Auftritte der Juli-Tournee nachgeholt, bei der bis zu 200 Fans die Konzerte besuchten und die Band zum ersten Mal Geld verdiente.
Am 23. Oktober 1989 begann in Newcastle upon Tyne in England eine 42-tägige Europatournee mit der Sub-Pop-Band Tad, auf der Nirvana am 7. November das erste Deutschland-Konzert im B-52 in Mönchengladbach gab. Da die beiden Bands zu neunt mit Ausrüstung in dem von Sub Pop gestellten Fiat-Kleinbus mit zehn Sitzen fast jede Nacht zum nächsten Auftritt durchfahren mussten, war die Stimmung während der Tournee sehr angespannt. Auch der Umstand, dass die kleinen Hallen und Clubs meist ausverkauft waren und das Publikum sich begeistert zeigte, konnte daran nichts ändern, so dass Nirvana sich nach der Tournee weiter von Sub Pop distanzierten.

### Nevermind (1990–1992)
Anfang 1990 war Sub Pop erneut am Rande des finanziellen Zusammenbruchs, die Veröffentlichung eines zweiten Albums erschien unwahrscheinlich. Die Band spielte also weiter Konzerte in den Vereinigten Staaten, bis am 2. April 1990 die Aufnahmen mit Butch Vig in den Smart Studios begannen. Die sieben im Verlauf einer Woche aufgenommenen Stücke wurden zwar an Sub Pop geschickt, stellten aber eigentlich die Demo für die Verhandlungen mit Major-Labels dar.
Im September 1990 erschien die einzige Veröffentlichung der Band, bei der Dan Peters von Mudhoney am Schlagzeug saß: Die Single Sliver. Chad Channing wurde zwischenzeitlich während der ersten Demoaufnahmen zur zweiten Platte aus der Band geworfen. In den Tagebüchern von Kurt Cobain bezeichnete dieser das Schlagzeugspiel Channings als „stümperhaft“. Für eine kurze Tour lieh man sich erneut Dale Crover von den Melvins aus, bis dann im August Dave Grohl von Scream als neuer fester Schlagzeuger engagiert wurde. Mit dem Demotape nahm die Band Verhandlungen mit dem Geffen-Records-Sublabel DGC auf.

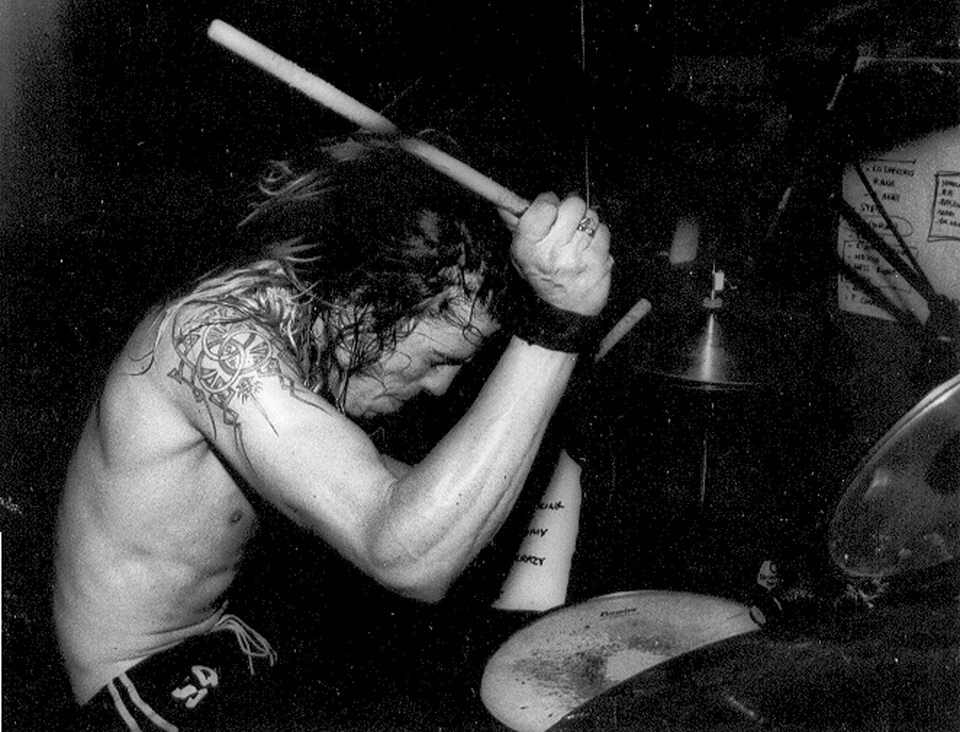
Dave Grohl (1989)

Am 30. April 1991 unterzeichnete die Band ihren Plattenvertrag und erhielt einen Vorschuss von 287.000 Dollar. Sub Pop erhielt 75.000 Dollar, um Geffen mit in den Vertrag aufzunehmen und ihnen die nötigen Rechte abzutreten. Die Überlegung, das Album mit Scott Litt und Don Dixon zu produzieren, wurde verworfen, sie blieben bei Butch Vig. Im August 1991 spielten Nirvana auf der „The-Year-That-Punk-Broke“-Tournee durch Europa mit Sonic Youth und den Ramones und auf dem Reading Festival in Reading, England.
Am 10. September 1991 wurde der Titel Smells Like Teen Spirit als Single veröffentlicht. Das zugehörige Album Nevermind erschien am 24. September 1991 und stieg drei Wochen später, am 12. Oktober, in die US-Charts ein und erregte rasch großes Aufsehen. Die Vorverkaufserwartungen von Geffen (es wurden lediglich 50.000 Exemplare produziert) erwies sich sehr schnell als krasse Fehlkalkulation, es musste nachgepresst werden. Bereits wenige Wochen später folgte die Verleihung der Platin-Schallplatte durch den amerikanischen Schallplattenverband RIAA für eine Million verkaufte Exemplare von Nevermind.
Die Band spielte vom 4. November bis 7. Dezember erneut eine Europa-Tour, die sie ab dem 10. November für 4 Konzerte auch nach Deutschland führte. Am 6. Dezember absolvierte die Band einen Auftritt bei der in Großbritannien populären Tonight-With-Jonathan-Ross-Show des Fernsehsenders Channel 4. Bereits einen Tag später, am 7. Dezember, stieg Smells Like Teen Spirit auf Platz 7 der UK-Single Charts ein. In der Sendung Rapido von BBC Two (TV) wurde ausführlich über Nirvana berichtet. Die restliche Tour musste die Band währenddessen aufgrund einer Virusinfektion Cobains, die er sich nach dem Transmusicales Festival in Rennes, Frankreich zugezogen hatte, absagen. Das Jahr klang am 31. Dezember 1991 mit einem Neujahrskonzert im Cow Palace von San Francisco, Kalifornien aus.
Am 11. Januar 1992 stieg Nevermind an die Spitze der US-Album Charts und verdrängte damit Michael Jacksons aktuelles Album Dangerous von dieser Position. Am selben Abend traten Nirvana zum ersten Mal in der amerikanischen Late-Night-Show Saturday Night Live auf, um dort im Fernsehen ihren Hit Smells Like Teen Spirit zu performen. Während des Auftritts zerbrach ein Trommelstock von Schlagzeuger Dave Grohl, der jedoch durch einen schnellen Handgriff mit einem Ersatzstock unverdrossen weiterspielte. Smells Like Teen Spirit war damals bereits auf Platz 6 der US Single-Charts gestiegen und erhielt am 1. April 1992 Platin.
Zur Tournee in Australien (Januar), Japan und Neuseeland (Februar) wurde dort darüber hinaus die EP Hormoaning veröffentlicht. Während der Tour stieg Nevermind auch in den UK Charts auf Platz 7 (1. Februar 1992), während sich das Album in den USA bereits drei Millionen Mal verkauft hatte. Auch das wiederveröffentlichte Debütalbum Bleach (1989) stieg erstmals am 22. Februar 1992 auf Platz 89 in die US-Charts ein. Am 7. März 1992 debütierte Bleach auch in den UK-Charts auf Platz 33.
Am 2. März 1992 erschien die Single Come As You Are in Großbritannien, während sie in den USA erst am 2. Mai 1992 veröffentlicht wurde. Weil das Gitarrenriff des Songs von der Killing-Joke-Single Eighties (1985) übernommen worden sei, reichte die Band erfolglos Klage gegen Nirvana ein. Gleichzeitig gelang im Windschatten des Erfolges von Nevermind auch mehreren anderen Grunge-Bands der Durchbruch.
Als dritte Single wurde am 13. Juli 1992 der Song Lithium ausgekoppelt. Während mit In Bloom die vierte und letzte Singleauskopplung vom Album Nevermind erschien, begann die Band noch im Oktober zusammen mit Jack Endino, dem Produzenten des Albums Bleach, erste Arbeiten an einem neuen Album.
Nach diesen blitzartigen Erfolgen honorierte auch die Musikindustrie die künstlerische Leistung der Band. Für Smells Like Teen Spirit wurden Nirvana auf den 9. MTV Video Music Awards am 9. September 1992 in Los Angeles für „Best Alternative Music Video“ und „Best New Artist Video“ geehrt. Auf dem Award zum „Best Alternative Music Video“ war jedoch „Smells Like Team Spirit“ statt „Smells Like Teen Spirit“ eingraviert. Nirvana spielten Lithium live und zerstörten im Anschluss ihr Equipment. Dabei bekam Krist Novoselic den Bass an den Kopf, als dieser beim Wurf unter die Deckenbeleuchtung unglücklich auf ihn herabfiel, und wurde kurz ohnmächtig. Cobain bespuckte beim Verlassen der Bühne schließlich noch ein Klavier, welches er für das von Axl Rose hielt, was jedoch, wie sich herausstellte, das Klavier Elton Johns war, worauf die Musikwelt entsetzt reagierte. Cobain entschuldigte sich später.

### In Utero (1993)
Am 14. Dezember 1992 erschien mit Incesticide eine kurzerhand zusammengestellte Kompilation von B-Seiten und unveröffentlichtem Material, um die rasant gestiegene Nachfrage nach einem Folgealbum befriedigen zu können. Die Platte enthielt u. a. auch eine Coverversion des Liedes Turnaround. Von dem Album wird ein Video zur längst vergriffenen Single Sliver von 1990 veröffentlicht. Das Video zeigte die Band in einer total verwahrlosten Wohnung mit fettigen Haaren, eine Billigproduktion, die in zwei Takes fertiggestellt wurde. Am 6. März erschien Oh, The Guilt als Split-Single mit The Jesus Lizards Puss in Großbritannien und erreichte dort Platz 12. In einer limitierten Auflage von 100.000 Stück erschien die Split-Single über das Label Touch and Go Records später auch in den USA.
Bei den Brit Awards im Alexandra Palace in London am 16. Februar wurde die Band als Best International Act geehrt. Für Pro Choice spielten Nirvana zusammen mit Pearl Jam auf einer Kundgebung der Organisation für das Recht von Frauen auf Abtreibung.

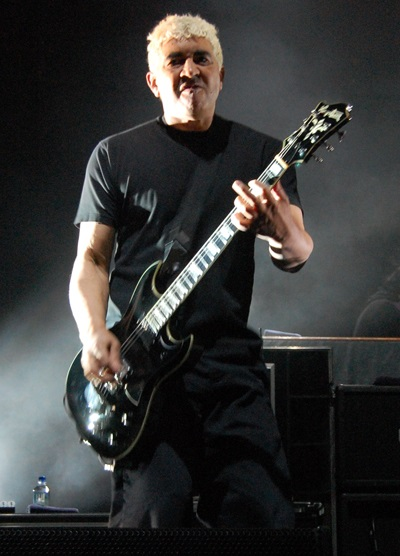
Pat Smear (2008)

Im Februar 1993 fuhr die Band zusammen mit dem Produzenten Steve Albini mit den Aufnahmen zum neuen Album (Arbeitstitel: I Hate Myself and I Want to Die) in Minnesota fort. Das Ergebnis zog den Unmut der Plattenfirma DGC auf sich, die die Aufnahmen als „Scheiße“ bezeichneten. Später erklärte Albini gegenüber der Tageszeitung Village Voice, dass das Label und das Management Albini nicht als Produzenten der Band haben wollte; die Band setzte sich jedoch durch. Im Folgezeitraum machten Nirvana vornehmlich durch zahlreiche drogenbedingte Festnahmen, Gefängnisaufenthalte und Rehabilitationsversuche von Kurt Cobain, der heroinabhängig und depressiv war, Schlagzeilen. Bei den 10. MTV Video Music Awards in Universal City (Kalifornien) wurde In Bloom (1992, Nevermind) zum Best Alternative Video gekürt. Darin zeigte sich die Band, die am Ende ihre Instrumente kaputtschlug, anfangs in Anzügen und braven Mienen im Stil der frühen 1960er Jahre.
Nachdem am 30. August 1993 die Single Heart-Shaped Box erschienen war, folgte am 13. September das dritte Album In Utero und debütierte in den UK-Charts auf Platz 1. Die Band war erneut zu Gast bei NBC Saturday Night Live, bevor In Utero in den USA erschien und ebenfalls sofort an der Spitze der Charts einstieg.
Noch im Herbst ging die Band zusammen mit Pat Smear, der zuvor bei The Germs gespielt hatte, an der zweiten Gitarre auf Welttournee.
Am 18. November spielte die Band für die MTV-Unplugged-Reihe ein Konzert mit Akustikinstrumenten in den Sony Music Studios von New York City. Auf der Beavis-and-Butt-Head-Experience-Compilation erschien am 23. November der Song I Hate Myself and I Want to Die, dem am 6. Dezember die Veröffentlichung der Doppel-A-Seite All Apologies/Rape Me in Großbritannien folgte. Kurz vor Jahresende, am 13. Dezember, spielte die Band ein ausverkauftes und bei MTV („Live and Loud“) ausgestrahltes Konzert mit The Breeders und Cypress Hill im Pier 48 von Seattle (Washington).

### Ende (1994)

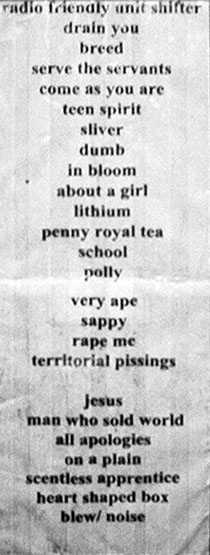
Setlist des letzten Nirvana-Konzerts, Terminal Eins, München

Am 8. Januar 1994 spielten Nirvana in der Center Arena von Seattle ihr letztes Konzert in den Vereinigten Staaten. Ende Januar zeichnete der Rolling Stone in den Music Awards Critics Picks die Band als Best Band und das Album In Utero als Best Album aus. Am 6. Februar starteten Nirvana ihre Europatournee in Cascais. Das Ende dieser Tour war ursprünglich für den 8. April in Dublin geplant gewesen, doch ihr letztes Konzert spielte die Band bereits am 1. März im Terminal 1 des ehemaligen Flughafens München-Riem. Das Münchner Konzert wurde in Ausschnitten auf dem TV-Sender VIVA gesendet.
Nach einem Krankenhausaufenthalt floh Kurt Cobain am 1. April aus dem Exodus Recovery Center in Marina del Rey, Los Angeles, und brach den letzten Versuch eines Drogenentzugs ab. Eine Woche später, am 8. April, wurde er erschossen in seiner Wohnung aufgefunden. Das musikalische Erbe der Band wird seither von einer Gemeinschaft von seiner Witwe Courtney Love sowie den beiden Bandmitgliedern Dave Grohl und Krist Novoselic verwaltet.
Am 8. September bei den 11. MTV Video Music Awards in der New Yorker Radio City Music Hall wurden Nirvana mit den Preisen Best Alternative Video und Best Art Direction für das Video zu Heart-Shaped Box (1993, In Utero) ausgezeichnet. Die Anfang August für November angekündigte Liveplatte Verse Chorus Verse erschien nicht. Stattdessen veröffentlichte Geffen das Akustik-Album MTV Unplugged in New York, das am 31. Oktober 1994 erschien und an der Spitze der Charts einstieg. Innerhalb von zwei Monaten wurde es über 3 Millionen Mal verkauft.

### Weitere Auszeichnungen und Platten (1995–2009)
Trotz des plötzlichen Endes der Band wurde sie weiterhin ausgezeichnet. So gewann Nirvana bei den 22. American Music Awards 1995 in der Kategorie Favorite Artist/Heavy Metal – Hard Rock. Am 28. Februar 1996 wurde bei den 38. Grammy Awards, MTV Unplugged in New York als Best Alternative Music Album ausgezeichnet.
Auch das Interesse an ihrer Musik hielt an. Die Unplugged-Version des Songs All Apologies (1993, In Utero) war im Jahr 1995 das auf den College Radios am häufigsten gespielte Lied und erhielt dafür den BMI Award Pop in Los Angeles. Die beiden Alben Bleach (1989) und Incesticide (1992) erhielten noch 1995 Platinstatus für je eine Million Verkäufe. Bis Oktober 1995 verkaufte sich – allein in den USA – In Utero (1993) 9 Millionen Mal, bis Herbst 1997 MTV Unplugged in New York 5 Millionen Mal. Das hunderttausendste Exemplar des 1994 erschienenen Videos Live! Tonight! Sold Out! wurde bereits im Januar 1995 verkauft.
Als Folge davon gab es weitere Veröffentlichungen. Die im Oktober 1996 erschienene Live-Compilation From the Muddy Banks of the Wishkah enthielt Ausschnitte aus Konzerten zwischen 1988 und 1994 und erreichte den ersten Platz der US-Charts.
Im Oktober 2002 folgte eine Greatest-Hits-Sammlung mit dem bislang unveröffentlichten Song You Know You’re Right, der im Januar 1994 während einer letzten kompositorischen Nirvana-Session im Tonstudio von Robert Lang in Shoreline, Washington entstanden war, und im November 2004 die aus drei CDs und einer DVD bestehende Box With the Lights Out, die viele unveröffentlichte Songs der Band von zwischen 1987 und 1994 enthält.
Dave Grohl, Pat Smear und Krist Novoselic blieben zunächst im Musikgeschäft. Dave Grohl gründete im März 1995 mit Pat Smear die Foo Fighters. Während Dave Grohl dort dauerhaft spielte, ist Pat Smear nach längerer Pause wieder dabei und obendrein als Musikproduzent tätig. Krist Novoselic gründete zuerst die Band Sweet 75 und 2001 mit Curt Kirkwood und Bud Gaugh zusammen die mittlerweile wieder aufgelöste Eyes Adrift. 2003 gab er seinen Rückzug aus dem Musikgeschäft bekannt und beschäftigte sich zwischenzeitlich mit der Lokalpolitik Seattles. Im Dezember 2006 unterstützte Novoselic die Band Flipper auf einer Tour und kehrte damit zur Musik zurück. Er nahm mit Flipper ein Album auf, trennte sich jedoch Ende September 2008 wieder von der Band.

### Gegenwart
Dave Grohl und Pat Smear sind nach wie vor zusammen bei den Foo Fighters. Krist Novoselic war von 2017 bis zu deren Auflösung während der Corona-Pandemie Bassist der Band Giants In The Trees. 2019 veröffentlichte er mit dem Lepidopterologen Dr. Robert Michael Pyle als Butterfly Launches From Spar Pole ein Album mit gleichem Titel, 2022 und 2023 erschienen zwei Alben der Supergroup 3rd Secret, die neben ihm u. a. aus Matt Cameron (Pearl Jam, Soundgarden) und Kim Thayil (ebenfalls Soundgarden) besteht. Dale Crover ist nach wie vor Schlagzeuger und Sänger bei den Melvins. Jason Everman, der für kurze Zeit Gitarrist bei Soundgarden war, verpflichtete sich der United States Army und ist bis heute als Consultant bei ihr tätig. Dan Peters ist nach wie vor der Schlagzeuger von Mudhoney.
Erstmals seit über 18 Jahren ertönten im Juni 2011 auch die Akkorde von Smells Like Teen Spirit von den verbleibenden Bandmitgliedern. Dave Grohl, Krist Novoselic und Pat Smear spielten den Song ohne Gesang, als sie in Kalifornien zusammen für einen Auftritt der Foo Fighters übten. Dave Grohl antwortete auf die Frage, wie es sich anfühlte: „It was like… a ghost. It was heavy.“
Am 12. Dezember 2012 spielten die verbliebenen Bandmitglieder von Nirvana erstmals wieder gemeinsam live auf einer Bühne – im New Yorker Madison Square Garden mit Unterstützung von Paul McCartney. Anlass war 121212, ein Benefizkonzert für die Opfer der Hurrikan-Sandy-Katastrophe. Sie spielten den Song Cut Me Some Slack, der auch auf dem im Frühjahr 2013 erschienenen Soundtrack von Dave Grohls Sound City Movie zu hören ist.
Am 10. April 2014 wurde die Band in die Rock and Roll Hall of Fame aufgenommen. Die Laudatio hielt Michael Stipe von R.E.M. Zusätzlich traten Dave Grohl, Krist Novoselic und Pat Smear auf. Als Gastsängerinnen waren Joan Jett, Lorde, Kim Gordon (Sonic Youth) und St. Vincent dabei.
Beim Festival Cal Jam 18 gab es am 6. Oktober 2018 einen weitern Auftritt von Grohl, Novoselic und Smear. Gesungen wurden die sechs gespielten Nirvana-Titel von John McCauley (Deer Tick) und Joan Jett, bei „All Apologies“ übernahm Brody Dalle den Bass.
2025 betraten die drei am 30. Januar unangekündigt während der FireAid Benefizkonzerte die Bühne des Kia-Forums in Inglewood, Kalifornien. Dabei wurden vier Stücke vorgetragen: „Breed“ (mit St. Vincent), „School“ (mit Kim Gordon) „Territorial Pissings“ (mit Joan Jett) und „All Apologies“ gesungen von Violet Grohl, der 18-jährigen Tochter von Dave Grohl, sowie Kim Gordon am Bass.
Am 14. Februar des gleichen Jahres traten Grohl, Novoselic und Smear zusammen mit Post Malone im Rahmen des Konzertes zum 50. Jubiläums von Saturday Night Live auf und spielten "Smells Like Teen Spirit".

## Stil

### Texte
Inhaltlich ließ Cobain die meisten seiner Lieder offen, so dass Platz für Interpretationen blieb. In der Karriere von Nirvana gab es dennoch eine Reihe von Themen, welche Cobain in seinen Texten verarbeitete. Viele Texte von Nirvana sind recht kurz, häufig werden einzelne Teile oft wiederholt. Auf Bleach haben viele Texte nur eine Strophe, die mehrmals wiederholt wird. Kurt Cobain schrieb anfangs viele Texte spontan im Studio oder auf dem Weg ins Studio, später stellte er sie ebenso spontan aus existierenden eigenen Gedichten zusammen. Über die Texte zu Bleach sagte Cobain später: „Texte waren damals nicht wichtig für mich. […] Kein einziger Song – von wem auch immer – war mir damals wegen seines Textes wichtig.“

### Musik
Charakteristisch für die Musik Nirvanas ist, wie allgemein im Grunge, die Verbindung von Punk mit Elementen des Metal und Hard Rock. Zu den frühen Einflüssen zählten, neben den Melvins, New-Wave-Bands wie Gang of Four, Scratch Acid und Butthole Surfers.
Ende 1988 begannen die Bandmitglieder gemeinsam mit der gesamten alternativen Seattler Rockszene, sich für die großen Glam-Rock-Bands der 1970er Jahre zu interessieren. Bereits auf Bleach wird neben diesen Grunge-typischen Einflüssen bei dem Stück About a Girl das Interesse an Popmusik wie The Beatles deutlich. Cobain drückte später seine Enttäuschung darüber aus, dass er durch den Einfluss des Labels stilistisch stark eingeschränkt war und weder dem Einfluss des experimentellen New Wave, noch dem Interesse an eingängigen Popmelodien nachgehen konnte. Die Erwartungen an Nirvana fasste er gegenüber Michael Azerrad mit den Worten „Reduziere es aufs Wesentliche und sorge dafür, dass es wie Aerosmith klingt“ zusammen. Azerrad bewertet diese Einschränkungen jedoch als bedeutend für die Stilfindung der Band, da sie „[akzeptierten], dass ihre Entwicklung zur musikalischen Reife viel mit Aerosmith und Black Sabbath zu tun hatte.“ (Michael Azerrad in Come As You Are) Besondere Bedeutung für die stilistische Entwicklung erreichte darüber hinaus das Album Surfer Rosa von den Pixies. Dieses Album stellte für ihn die Mischung aus Pop und alternativem Punk dar, die seinem eigenen Klangideal entsprach. Später sagte er: „Ich hörte auf Surfer Rosa Lieder, die ich geschrieben, aber aus Angst, sie jemandem vorzuspielen, wieder verworfen hatte.“ Der Erfolg der Pixies hat laut Azerrad Cobain ermutigt, diesem Ideal nachzugehen.
Eine weitere Besonderheit von Nirvana ist Kurt Cobains Stimme. Sowohl der Produzent Jack Endino als auch der Sub-Pop-Chef Jonathan Poneman zeigten sich bereits nach der ersten Demo vom Januar 1988 von Cobains Gesang begeistert, den sie als „faszinierend“ und „kraftvoll“ beschrieben.

### Auftreten
Die Band bewegte sich nicht nur musikalisch im Spannungsfeld zwischen Punk und Rock, auch ihre Einstellung vor allem gegenüber der Musikindustrie war von einer gewissen Ambivalenz geprägt. Cobain hatte vor allem zu Beginn und vor seiner Karriere das deutliche Ziel vor Augen, Rockstar zu werden. Dennoch nutzte er häufig die Gelegenheit, seine Verachtung gegenüber der Musikindustrie und seinem Publikum auszudrücken. Diese Zwiespältigkeit drückte Cobain im Jahr 1989 mit folgenden, ironischen Worten aus:

„Nirvana bemerken einen Stillstand in der Undergroundszene und Ausverkaufstendenzen an die großen schweinischen Kapitalisten-Major Labels. Aber fühlen wir deshalb eine moralische Pflicht, dieses Krebsgeschwür zu bekämpfen? ÜBERHAUPT NICHT! Wir wollen genauso wie die Bonzen abkassieren.“

Nirvana versuchte oft, mit den herrschenden Konventionen im Musikgeschäft zu brechen und sich als Antiheld zu inszenieren. Bei den MTV Video Music Awards 1992 spuckte Kurt Cobain beim Verlassen der Bühne auf Elton Johns Klavier, wobei er dachte, dass Axl Rose von Guns N’ Roses, mit dem er sich zuvor gestritten hatte, darauf spielen sollte. Bei der Charts-Show Top of the Pops am 27. November 1991 in den BBC-Studios, London interpretierte die Band ihr Smells Like Teen Spirit trotz Halbplaybacks zu einer langatmigen Version. Schlagzeuger und Bassist spielten offensichtlich absichtlich nicht synchron zu der dazu im Studio abgespielten Musik ihres Hits, Cobain fasste seine Gitarre fast nie an, vielmehr umklammerte er sein Mikrofon oder breitete seine Arme aus. Bei zahlreichen öffentlichen Auftritten zerschlug das Trio ihr Equipment, so unter anderem bei MTV Video Music Awards oder Saturday Night Live. Bei TV-Auftritten spielten die Drei oftmals nicht die mit der Regie abgesprochenen Songs, was dazu führte, dass die auf dem Bildschirm eingeblendeten Songtitel nicht zu den gespielten Songs passten.
Das Auftreten Nirvanas wurde jedoch mit jeder Wiederholung bestimmter Showelemente (wie zum Beispiel dem Zerstören) mehr und mehr in Szene gesetzt und ließ die Band selbst inszeniert erscheinen. Der durch diesen Effekt ausgelöste Zwiespalt ist als ein Grund für die Suizidentscheidung Cobains zu nennen, welche er in seinem Abschiedsbrief zuvor wie folgt verfasste:

„Zum Beispiel wenn wir Backstage sind und die Lichter ausgehen und das manische Gebrüll der Menge beginnt, berührt mich das nicht in der Form, in welcher es Freddie Mercury berührt zu haben schien. Er schien die Manie und Anbetung der Fans zu lieben und zu genießen. Das ist etwas, was ich total bewundere und beneide.“

## Bedeutung
Neben dem kommerziellen Erfolg hatte die Band einen großen Einfluss auf die Musikszene und -industrie und wird teilweise als Sprachrohr einer Generation gesehen.
Die Band hat über 75 Millionen Alben verkauft. Nirvana machte den Indie-Rock Mainstream-fähig und läutete die kurze Blüte des Grunge ein. Tommy Udo attestiert Nirvana im Jahr 2002 in seiner Nu-Metal-Historie Harte Brocken „eine Kombination aus enormen Plattenverkäufen, Kritikerlob und breiter Anerkennung beim Mainstreampublikum“, mit der es Nirvana schaffte, dem „Rock ’n’ Roll […], als er allgemein als abgewirtschaftet galt, neues Leben ein[zuhauchen]“. Entsprechend habe der Tod Kurt Cobains einen Schlusspunkt für den Grunge und eine Zäsur für den Rock im Allgemeinen markiert, da mit dem Debütalbum von Korn der Nu Metal an die Stelle des Grunge tritt. Tommy Udo behauptet weiter, dass Nirvana die Vereinigten Staaten wieder als Zentrum der Rockmusik etablierte.
Die Rock-Hard-Redaktion nennt Nirvana „[die] wichtigste Rockband der 90er Jahre“ und spricht von einem „musikalischen Erbe, das bislang noch keine Band antreten konnte.“ Der All Music Guide schreibt:

“Nirvana popularized punk, post-punk, and indie rock, unintentionally bringing it into the American mainstream like no other band before it.”

„Nirvana machte Punk, Post-Punk und Indierock populär, indem sie es unbeabsichtigt in den amerikanischen Mainstream brachten wie keine andere Band zuvor.“

Michael Azerrad spricht sogar von „einer neuen Zeitrechnung“, die mit der Nummer-eins-Platzierung von Nevermind in den Billboard Charts für die Musikindustrie begann: „Alles war ab nun entweder prä- oder post-Nirvana.“ (Michael Azerrad in Come As You Are) Er behauptet weiter, die großen Musiklabel hätten sich nach Nirvana auf Bands mit „längerfristigem Potential“ und eigener Fanbasis konzentriert und weniger versucht, durch Werbung die Verkäufe anzuregen.
Der Rolling Stone listete Nirvana auf Rang 30 der 100 größten Musiker aller Zeiten.

## Diskografie
Studioalben

| Jahr | Titel Musiklabel               | Höchstplatzierung, Gesamtwochen, AuszeichnungChartplatzierungen (Jahr, Titel, Musiklabel, Platzierungen, Wochen, Auszeichnungen, Anmerkungen) | Höchstplatzierung, Gesamtwochen, AuszeichnungChartplatzierungen (Jahr, Titel, Musiklabel, Platzierungen, Wochen, Auszeichnungen, Anmerkungen) | Höchstplatzierung, Gesamtwochen, AuszeichnungChartplatzierungen (Jahr, Titel, Musiklabel, Platzierungen, Wochen, Auszeichnungen, Anmerkungen) | Höchstplatzierung, Gesamtwochen, AuszeichnungChartplatzierungen (Jahr, Titel, Musiklabel, Platzierungen, Wochen, Auszeichnungen, Anmerkungen) | Höchstplatzierung, Gesamtwochen, AuszeichnungChartplatzierungen (Jahr, Titel, Musiklabel, Platzierungen, Wochen, Auszeichnungen, Anmerkungen) | Anmerkungen                                                     |
| Jahr | Titel Musiklabel               | DE | AT | CH | UK | US | Anmerkungen                                                     |
| ---- | ------------------------------ | --- | --- | --- | --- | --- | --------------------------------------------------------------- |
| 1989 | Bleach Sub Pop (ADA)           | DE24 a (14 Wo.)DE | AT26 a (6 Wo.)AT | — | UK33 a Platin · (9 Wo.)UK | US89 a Platin · (20 Wo.)US | Erstveröffentlichung: 1. Juni 1989 Verkäufe: + 2.610.000        |
| 1991 | Nevermind Geffen Records (WMG) | DE3 ×2Doppelplatin · (… Wo.)DE | AT2 Platin · (394 Wo.)AT | CH2 Platin · (125 Wo.)CH | UK5 ×9Neunfachplatin · (440 Wo.)UK | US1 ×3Diamant + Dreifachplatin · (… Wo.)US | Erstveröffentlichung: 24. September 1991 Verkäufe: + 30.000.000 |
| 1993 | In Utero Geffen Records (WMG)  | DE14 Gold · (17 Wo.)DE | AT8 Gold · (17 Wo.)AT | CH16 (13 Wo.)CH | UK1 ×3Dreifachplatin · (62 Wo.)UK | US1 ×6Sechsfachplatin · (94 Wo.)US | Erstveröffentlichung: 21. September 1993 Verkäufe: + 15.000.000 |

### Diskografien
- Nirvana bei MusicBrainz (englisch)
- Nirvana bei Discogs
- Digital Nirvana (englisch)